# Malé Lednice
Malé Lednice és un poble i municipi d'Eslovàquia que es troba a la regió de Trenčín.

## Història
La primera menció escrita de la vila es remunta al 1339.

## Demografia
| Godina             | 1994 | 2004   | 2014   | 2024   |
| ------------------ | ---- | ------ | ------ | ------ |
| Nombre de persones | 530  | 528    | 507    | 494    |
| Diferència         |      | −0,37% | −3,97% | −2,56% |

| Godina             | 2023 | 2024   |
| ------------------ | ---- | ------ |
| Nombre de persones | 489  | 494    |
| Diferència         |      | +1,02% |